# Nalbach
Nalbach és un municipi del districte de Saarlouis, a Saarland, Alemanya. Està situat aproximadament a 8 km de Saarlouis i a 20 km al nord-oest de Saarbrücken. Al 2015 tenia 9.209 habitants.

## Nuclis
- Bilsdorf
- Körprich
- Nalbach
- Piesbach